# Меляк
Меляк (на сръбски: Мељак) е село в Сърбия, Белградски окръг, община Бараево.

## География
Намира се в северната част на общината, северозападно от село Гунцати и североизточно от село Вранич.

## Население
Населението на Меляк възлеза на 2208 жители (2011 г.).
Етнически състав (2002)
- сърби – 1666 жители (94,01%)
- черногорци – 15 жители (0,84%)
- руснаци – 6 жители (0,33%)
- югославяни – 5 жители (0,28%)
- хървати – 4 жители (0,22%)
- словенци – 3 жители (0,16%)
- румънци – 2 жители (0,11%)
- унгарци – 2 жители (0,11%)
- македонци – 2 жители (0,11%)
- недекларирали – 58 жители (3,27%)